# Волчек, Галина Борисовна
Гали́на Бори́совна Во́лчек (отчество при рождении — Бе́ровна; 19 декабря 1933, Москва, СССР — 26 декабря 2019, Москва, Россия ) — советская и российская актриса театра и кино, театральный режиссёр, педагог. Герой Труда Российской Федерации (2017), народная артистка СССР (1989), лауреат Государственной премии СССР (1967) и премии Президента РФ (2002). Полный кавалер ордена «За заслуги перед Отечеством». Одна из актёров-организаторов Московского театра «Современник».

## Биография
Галина Волчек родилась 19 декабря 1933 года в Москве в еврейской семье. В 1955 году окончила Школу-студию имени В. И. Немировича-Данченко при МХАТ СССР имени М. Горького (курс А. М. Карева).
В 1956 году О. Н. Ефремов и молодые выпускники Школы-студии Г. Волчек, Л. М. Толмачёва, Е. А. Евстигнеев, И. В. Кваша, В. Н. Сергачёв и О. П. Табаков организовали Студию молодых актёров, которая спустя некоторое время получила название Театр-студия «Современник».
С 1972 года — главный режиссёр Театра «Современник», с 1989 года — его художественный руководитель.
Первая режиссёрская работа — «Двое на качелях» У. Гибсона (1962) — имела успех. Этот спектакль более 30 лет был в репертуаре театра и пользовался неизменной любовью публики. После постановки пьесы У. Гибсона несколько лет работала как режиссёр вместе с О. Н. Ефремовым («Без креста!» по В. Ф. Тендрякову (1963), «Большевики» М. Ф. Шатрова (1967)). В 1966 году выпустила один из лучших спектаклей — «Обыкновенная история» по роману И. А. Гончарова. За этот спектакль 33-летняя режиссёр получила Государственную премию СССР. Спектакль «Три товарища» по Э. М. Ремарку, премьера которого состоялась в 1999 году, стал настоящим хитом современной российской сцены.
Режиссёр более чем тридцати спектаклей. Среди них русская и мировая классика, произведения современных российских и зарубежных авторов.
Стала первым советским режиссёром, прорвавшим культурную блокаду между США и СССР. В 1978 году в Хьюстоне, в театре «Аллей», поставила «Эшелон» М. М. Рощина. В 1990 году в Сиэтле в рамках культурной программы Игр доброй воли были показаны два спектакля Г. Волчек: «Три сестры» А. П. Чехова и «Крутой маршрут» по книге Е. С. Гинзбург.
Особое место в истории «Современника» занимают гастроли в Нью-Йорке (1996—1997). Впервые после знаменитого тура Московского Художественного театра, который состоялся в 1924 году, российская труппа вновь играла на Бродвее. «Три сестры» и «Вишнёвый сад» А. П. Чехова и «Крутой маршрут» Е. С. Гинзбург были приняты американским зрителем с огромным успехом. Бродвейские гастроли «Современника» были отмечены одной из самых престижных общенациональных наград США в области драматического театра — премией «Драма Деск», которая впервые за многолетнюю историю её существования была присуждена неамериканскому театру, к тому же абсолютным большинством голосов.
Параллельно с творческой деятельностью на театральных подмостках развивалась и её кинокарьера. Снялась во многих фильмах.
Неоднократно приглашалась на постановки в театры Германии, Финляндии, Ирландии, США, Венгрии, Польши и других стран.
Много занималась театральной педагогикой за рубежом. Среди последних приглашений — курс лекций и практических занятий, а также постановка спектакля в Школе искусств Тиша Нью-Йоркского университета (New York University Tish School of the Arts).
В октябре 1995 года была включена в качестве кандидата в общефедеральный список избирательного объединения «Наш дом — Россия». Была депутатом Государственной думы 2-го созыва, являлась членом Комитета по культуре. В 1999 году сложила свои депутатские полномочия.
В 2000 году была среди деятелей культуры, осудивших возвращение к советскому гимну на музыку Александрова.
В 2005 году Галина Волчек была выбрана председателем жюри открытого российского кинофестиваля «Кинотавр-2005».
В 2018 году была доверенным лицом кандидата в мэры Москвы Сергея Собянина.
Галина Волчек — одна из немногих женщин, приглашённых[когда?] в жюри Высшей лиги КВН.

### Болезнь и смерть
В последние годы жизни Галина Волчек страдала хроническим бронхитом, а также практически не могла ходить из-за проблем с позвоночником.
23 декабря 2019 года она была госпитализирована в Боткинскую больницу с бронхитом. Позже ей также был поставлен диагноз: пневмония.
Галина Волчек скончалась в возрасте 86 лет 26 декабря 2019 года от отёка мозга и лёгких в Москве. Гражданская панихида прошла в театре «Современник» 29 декабря.
Похоронена на Новодевичьем кладбище (уч. 5, р. 37, м. 10) рядом с могилой Марка Захарова.
19 сентября 2023 года на могиле Галины Волчек открыт новый памятник взамен предыдущего, установленного в 2021 году.

### Семья
Отец Борис (Бер) Израилевич Волчек (1905—1974), кинорежиссёр, сценарист, кинооператор, педагог. Заслуженный деятель искусств РСФСР (1958). Лауреат трёх Сталинских премий (1946, 1948, 1951) и Государственной премии СССР (1971).
Мать Вера Исааковна Маймина (1908—1989), сценарист, выпускница сценарного факультета ВГИКа.
Первый муж (1955—1964) — Евгений Евстигнеев (1926—1992), актёр театра и кино. Народный артист СССР (1983). Лауреат Государственной премии СССР (1974).
- Сын Денис Евстигнеев (род. 1961), кинорежиссёр, кинооператор, продюсер. Лауреат Государственной премии СССР (1991).

Второй муж (1966—1976) — Марк Абелев (1935—2024), доктор технических наук, профессор МИСИ. Заслуженный строитель России (1990). Лауреат Государственной премии СССР (1991).

### Увлечения
Болела за московский футбольный клуб «Спартак».

## Звания и награды
Советские
- Государственная премия СССР в области литературы, искусства и архитектуры 1967 года в области театрального искусства (1 ноября 1967 года) — «за спектакль „Обыкновенная история“ в московском театре „Современник“»[23].
- Почётное звание «Заслуженная артистка РСФСР» (30 декабря 1969 года) — «за заслуги в области советского театрального искусства»[24].
- Почётное звание «Народная артистка РСФСР» (30 мая 1979 года) — «за заслуги в области советского театрального искусства»[25].
- Почётное звание «Народный артист СССР» (18 августа 1989 года) — «за большие заслуги в развитии советского театрального искусства и плодотворную общественную деятельность»[26].
- Орден Трудового Красного Знамени (1976 год)[27].

Российские

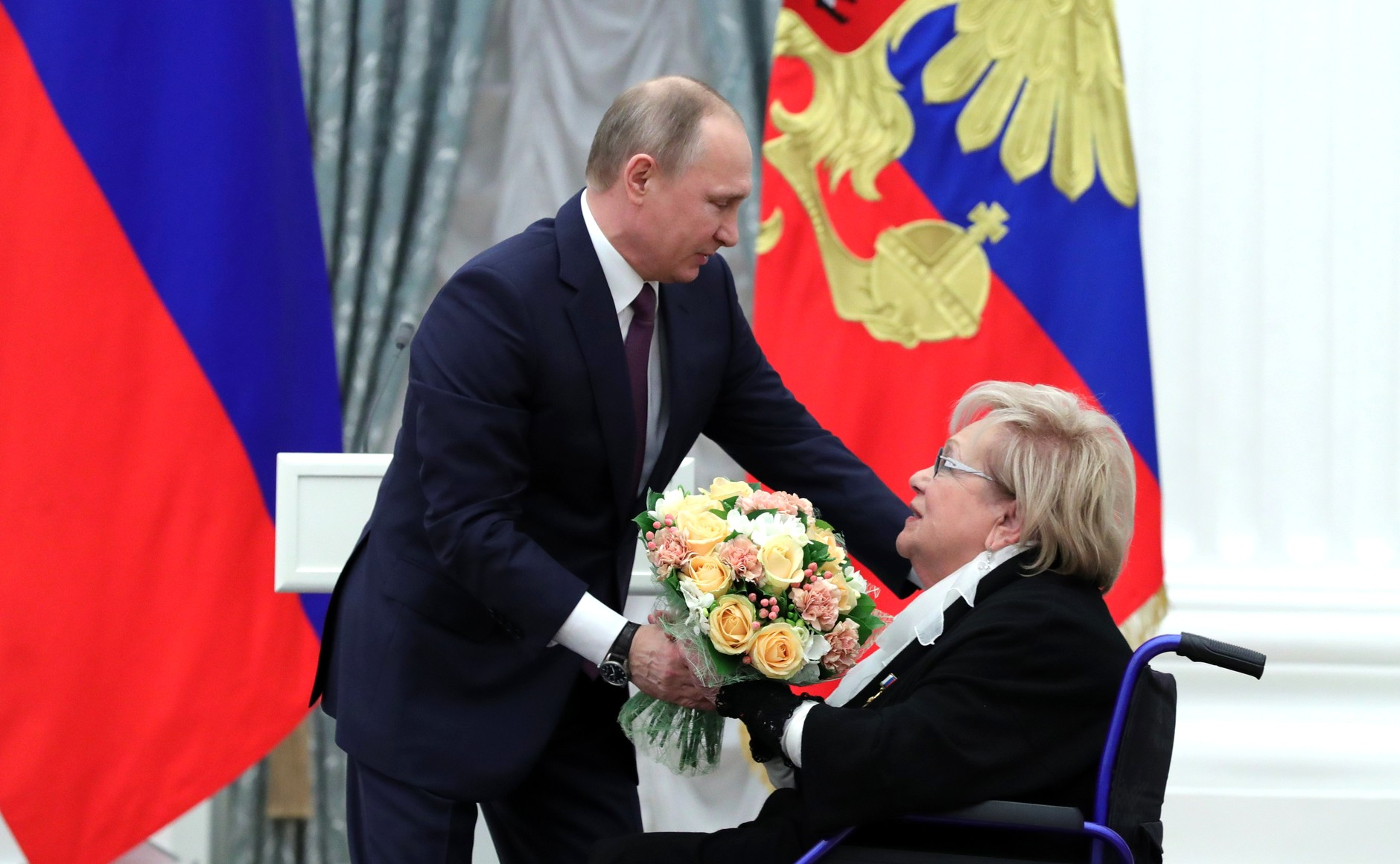
На церемонии вручения медали «Герой Труда Российской Федерации», 28 апреля 2017 года

- Звание «Герой Труда Российской Федерации» (25 апреля 2017 года) — «за особые трудовые заслуги перед государством и народом»[28]. Золотая медаль «Герой Труда Российской Федерации» вручена 28 апреля 2017 года президентом России Владимиром Путиным на церемонии в Кремле[29].
- Орден «За заслуги перед Отечеством» I степени (17 декабря 2008 года) — «за выдающийся вклад в развитие отечественного театрального искусства и многолетнюю творческую деятельность»[30].
- Орден «За заслуги перед Отечеством» II степени (19 декабря 2003 года) — «за выдающийся вклад в развитие театрального искусства»[31].
- Орден «За заслуги перед Отечеством» III степени (15 апреля 1996 года) — «за выдающиеся заслуги в развитии театрального искусства»[32].
- Орден «За заслуги перед Отечеством» IV степени (21 декабря 2013 года) — «за большие заслуги в развитии отечественной культуры и искусства, многолетнюю плодотворную деятельность»[33].
- Орден Дружбы народов (17 декабря 1993 года) — «за большой личный вклад в развитие театрального искусства»[34].
- Благодарность президента Российской Федерации (11 июля 1996 года) — «за активное участие в организации и проведении выборной кампании Президента Российской Федерации в 1996 году»[35].
- Благодарность президента Российской Федерации (14 апреля 2006 года) — «за большой вклад в развитие театрального искусства и многолетнюю творческую деятельность»[36].
- Премия президента Российской Федерации в области литературы и искусства 2001 года (30 января 2002 года)[37].

Региональные
- Знак отличия «За заслуги перед Москвой» (6 февраля 2006 года, Москва) — «за заслуги в развитии театрального искусства, большой вклад в культурную жизнь столицы и многолетнюю творческую деятельность»[38]
- Премия города Москвы в области литературы и искусства в номинации «Театральное искусство» (23 июля 2013 года, Москва) — «за сохранение традиций театра и плодотворную работу с молодыми режиссёрами, артистами и художниками»[39].

Общественные
- Премия «Своя колея» (2001 год)[40].
- Национальная премия общественного признания достижений женщин России «Олимпия» (2002 год)[41].
- Международная премия К. С. Станиславского (2002 год)[42].
- Премия имени Г. А. Товстоногова (2006 год)[43].
- Театральная премия «Золотая маска» (2014 год)[44].
- Премия «Звезда Театрала» (2011 год)[45].
- Звание академика Российской академии кинематографических искусств «Ника»[46].

Иностранные
- Орден «За заслуги» III степени (19 апреля 2004 года, Украина) — «за весомый личный вклад в развитие культурных связей между Украиной и Российской Федерацией, многолетнюю плодотворную творческую деятельность»[47].
- Кавалер ордена Заслуг перед Республикой Польша (29 ноября 2004 года, Польша) — «за выдающийся вклад в развитие польско-российского культурного сотрудничества»[48].

## Театральные работы

### Актриса
- 1953 — «Грешный ангел»
- 1956 — «Вечно живые» В. С. Розова — Нюрка-хлеборезка
- 1957 — «В поисках радости» В. С. Розова — Клавдия Васильевна
- 1959 — «Два цвета» А. Г. Зака и И. К. Кузнецова — Нина
- 1959 — «Пять вечеров» А. М. Володина — Зоя
- 1959 — «Взломщики тишины» О. А. Скачкова — Мать
- 1960 — «Голый король» Е. Л. Шварца — Первая Фрейлина
- 1960 — «Третье желание» В. Блажека — Мать
- 1961 — «По московскому времени» Л. Г. Зорина — Кистякова
- 1962 — «Старшая сестра» А. М. Володина — Актриса
- 1962 — «Пятая колонна» Э. Хемингуэя — Петра
- 1963 — «Назначение» А. М. Володина — Мать
- 1963 — «Без креста!» по В. Ф. Тендрякову — Грачиха
- 1965 — «Всегда в продаже» В. П. Аксенова — Продавщица, Гл. Интеллигент
- 1967 — «Баллада о невеселом кабачке» Э. Олби — Мисс Амелия Ивенс
- 1967 — «Народовольцы» А. П. Свободина — Торговка
- 1967 — «Традиционный сбор» В. С. Розова — Лида Белова
- 1972 — «С любимыми не расставайтесь» А. М. Володина — Мать Ларисы
- 1972 — «Из записок Лопатина» К. М. Симонова — Актриса
- 1983 — «Ревизор» Н. В. Гоголя — Анна Андреевна
- 1984 — «Кто боится Вирджинии Вулф» Э. Олби — Марта

### Постановки
- 1962 — «Двое на качелях» У. Гибсона
- 1964 — «В день свадьбы» В. С. Розова (совместно с О. Н. Ефремовым)
- 1966 — «Обыкновенная история» по И. А. Гончарову, инсценировка В. С. Розова
- 1967 — «Большевики» М. Ф. Шатрова (совместно с О. Н. Ефремовым)
- 1968 — «На дне» М. Горького
- 1969 — «Принцесса и дровосек» М. И. Микаэлян (совместно с О. И. Далем)
- 1971 — «Свой остров» Р. Каугвера
- 1973 — «Восхождение на Фудзияму» Ч. Т. Айтматова, К. М. Мухамеджанова
- 1973 — «Погода на завтра» М. Ф. Шатрова (совместно с И. Л. Райхельгаузом, В. В. Фокиным)
- 1975 — «Эшелон» М. М. Рощина
- 1976 — «Вишнёвый сад» А. П. Чехова
- 1977 — «Обратная связь» А. И. Гельмана
- 1978 — «НЛО» В. Ю. Малягина
- 1980 — «Спешите делать добро» М. М. Рощина
- 1981 — «Поиск-891» Ю. С. Семенова (совместно с В. В. Фокиным, М. Я. Али-Хусейном)
- 1982 — «Три сестры» А. П. Чехова
- 1983 — «„Современник“ рассказывает о себе» (совместно с Г. М. Соколовой)
- 1984 — «Риск» В. П. Гуркина по роману «Территория» О. М. Куваева (совместно с В. В. Фокиным)
- 1986 — «Близнец» М. М. Рощина
- 1988 — «Плаха» по Ч. Т. Айтматову
- 1989 — «Звёзды на утреннем небе» А. М. Галина
- 1989 — «Крутой маршрут» по Е. С. Гинзбург, инсценировка А. Гетмана
- 1990 — «Мурлин Мурло» Н. В. Коляды
- 1991 — «Анфиса» Л. Н. Андреева
- 1992 — «Трудные люди» Й. Бар-Йосефа
- 1992 — «Смерть и Дева» А. Дорфмана
- 1993 — «Титул» А. М. Галина
- 1994 — «Пигмалион» Б. Шоу
- 1996 — «Мы едем, едем, едем…» Н. В. Коляды
- 1997 — «Вишнёвый сад» А. П. Чехова
- 1999 — «Три товарища» по Э. М. Ремарку, инсценировка А. Гетмана
- 2001 — «Три сестры» А. П. Чехова
- 2003 — «Анфиса» Л. Н. Андреева (возобновление)
- 2007 — «Заяц. Love story» Н. В. Коляды
- 2008 — «Три сестры» А. П. Чехова
- 2009 — «Мурлин Мурло» Н. В. Коляды
- 2013 — «Игра в джин» Д. Л. Кобурна
- 2015 — «Двое на качелях» У. Гибсона

## Фильмография

### Актёрские работы
- 1957 — Дон Кихот — Мариторнес, женщина с постоялого двора
- 1958 — Васисуалий Лоханкин (короткометражный) — Варвара, жена Лоханкина
- 1958 — Шли солдаты… — медсестра в ресторане
- 1962 — Грешный ангел — Афродита
- 1963 — Сотрудник ЧК — жена арестованного
- 1965 — Строится мост — Римма Синайская
- 1966 — Берегись автомобиля — покупательница магнитофона
- 1966 — Театральные встречи БДТ в Москве
- 1967 — Первый курьер — тётя Нюся с Молдаванки
- 1969 — Свой — Зоя Ивановна Мамонова
- 1970 — Король Лир — Регана[49]
- 1974 — Моя судьба — Ольга Нефёдова, руководитель группы анархистов-боевиков
- 1974 — Домби и сын — Скьютон
- 1975 — Маяковский смеётся — мадам Розалия Павловна Ренессанс
- 1975 — Волны Чёрного моря (Фильм 1. «Белеет парус одинокий») — мадам Стороженко
- 1976 — Вечно живые (фильм-спектакль) — Нюра
- 1976 — Русалочка — воспитательница девушки / трактирщица / ведьма
- 1977 — Просто Саша — Нина Петровна, мать Елены Михайловой
- 1977 — Про Красную Шапочку — Волчица
- 1979 — Осенний марафон — Варвара Никитична («Дюймовочка»), однокурсница и коллега Бузыкина
- 1982 — Государственная граница. Восточный рубеж
- 1983 — Уникум — Эмма Фёдоровна, начальник лаборатории НИИ
- 1985 — Тевье-молочник (фильм-спектакль) — Голда, жена Тевье
- 1992 — Кто боится Вирджинии Вульф? (фильм-спектакль) — Марта
- 1996 — Русский проект — медсестра («Время собирать камни»)
- 2015 — Таинственная страсть — режиссёр

### Режиссёрские работы
- 1970 — Обыкновенная история (фильм-спектакль)
- 1971 — Свой остров (фильм-спектакль)
- 1972 — На дне (фильм-спектакль)
- 1974 — Домби и сын (фильм-спектакль)
- 1976 — Вечно живые (фильм-спектакль)
- 1982 — Спешите делать добро (фильм-спектакль)
- 1987 — Большевики (фильм-спектакль)
- 1988 — Эшелон (фильм-спектакль)
- 1992 — Анфиса (фильм-спектакль)
- 1992 — Трудные люди (фильм-спектакль)
- 2003 — Три товарища (фильм-спектакль)
- 2006 — Вишнёвый сад (фильм-спектакль)
- 2008 — Крутой маршрут (фильм-спектакль)
- 2009 — Заяц. Love story (фильм-спектакль)

### Участие в фильмах
- 1987 — Олег Ефремов. Чтобы был театр (документальный)
- 1996 — Бродвей нашей юности (документальный)
- 2002 — Жизнь Дездемоны. Ирина Скобцева (документальный)
- 2002 — Галина Соколова (из цикла телепрограмм канала ОРТ «Чтобы помнили») (документальный)
- 2003 — Я вышел на подмостки (документальный)
- 2005 — Неизвестный Олег Ефремов (документальный)
- 2007 — Большой-большой ребёнок. Юрий Богатырев (документальный)
- 2007 — Вечный Олег (документальный)
- 2007 — Евгений Лебедев. Неистовый лицедей (документальный)
- 2007 — Каждый выбирает для себя… (документальный)
- 2007 — Михаил Ульянов. Человек, которому верили (документальный)
- 2007 — Три любви Евгения Евстигнеева (документальный)
- 2007 — Осенний марафон (из цикла «Фильм про фильм») (документальный)
- 2008 — Александр Вампилов. Я знаю, я старым не буду… (документальный)
- 2008 — Михаил Козаков. От ненависти до любви (документальный)
- 2008 — Я — чайка… Не то. Я — актриса. Татьяна Лаврова (документальный)
- 2010 — Гафт, который гуляет сам по себе (документальный)
- 2010 — Екатерина III (документальный)
- 2010 — Константин Райкин. Театр строгого режима (документальный)
- 2010 — Татьяна Лаврова. Недолюбила, недожила… (из телепрограммы «Кумиры» В. Ю. Пимановой) (документальный)
- 2010 — Лидия Смирнова. Женщина на все времена (документальный)
- 2010 — Наталья Селезнёва. С широко раскрытыми глазами (документальный)
- 2010 — Равняется одному Гафту (документальный)
- 2011 — Елена Яковлева. ИнтерЛеночка (документальный)
- 2011 — Три жизни Евгения Евстигнеева (документальный)
- 2013 — Гарик Сукачёв. Всё по-честному (документальный)
- 2013 — Другой Андрей Мягков (документальный)
- 2013 — Игорь Кваша. Личная боль (документальный)
- 2013 — Игорь Кваша. Против течения (документальный)
- 2013 — Неизвестные Михалковы (документальный)
- 2013 — Сергей Гармаш. Мужчина с прошлым (документальный)
- 2014 — Янковский (документальный)